# The Complete Control Sessions
The Complete Control Sessions is een albumserie van het Amerikaanse punklabel SideOneDummy Records. De serie bestaat uit een reeks livealbums van verschillende punkbands die zowel als muziekdownload als op vinyl zijn uitgegeven.

## Achtergrond
De albumserie staat in het kader van Complete Control Radio, een wekelijks radioprogramma dat wordt gepresenteerd door Joe Sib, de medeoprichter van SideOneDummy Records. Het label zelf omschrijft het project als vergelijkbaar met de Peel Sessions van John Peel uit de jaren zeventig, dat vooral op punkmuziek en alternatieve muziek was gericht, en waarbij live muziek werd gekoppeld aan opnameapparatuur van studiokwaliteit.
Alhoewel de eerste officiële uitgave in de serie het livealbum van The Bouncing Souls uit april 2011 is, had SideOneDummy Records voorheen al een livealbum van de folkpunkband Flogging Molly uitgegeven, getiteld Complete Control Sessions, in maart 2007. De artwork voor elk album is verzorgd door El Jefe Designs.

## Albums
| Uitgave    | Titel                               | Band               | Formaat             |
| ---------- | ----------------------------------- | ------------------ | ------------------- |
| 2007-03-13 | Complete Control Sessions           | Flogging Molly     | download            |
| 2011-04-12 | Complete Control Recording Sessions | The Bouncing Souls | 10-inch, download   |
| 2011-08-16 | Complete Control Recording Sessions | Scream             | 10-inch, download   |
| 2011-09-27 | Complete Control Recording Sessions | Anti-Flag          | 10-inch, download   |
| 2012-04-01 | Complete Control Recording Sessions | Smoking Popes      | 2x 7-inch, download |
| 2012-10-23 | Complete Control Recording Sessions | Samiam             | 12-inch, download   |